# Krapanj
Krapanj és una illa i municipi de Croàcia, al comtat de Šibenik-Knin. És una de les illes habitades més petites de la mar Adriàtica, amb només 0,36 km². Els seus 170 habitants en fan l'illa més densament poblada i té l'elevació més baixa, amb 1,5 msnm.